# R@dio.mp3
R@dio.mp3 war ein Hörfunksender, der als weltweit erster Radiosender Musik im MP3-Format über das Fernsehsignal übertrug. Dazu wurde die vertikale Austastlücke genutzt, in der ansonsten Videotext-Daten übertragen werden. Die Übertragungstechnik hierzu wird als TV Radio Cast bezeichnet.

## Der Sender
Am 13. März 2000 startete die Münchner Firma MusicPl@y GmbH mit r@dio.mp3 den ersten über das Fernsehsignal ausgestrahlten Radiosender der Welt. Man konnte sich damals ohne Onlinekosten und ohne Gebühren legal MP3-Dateien auf den Rechner speichern. Der Sender r@dio.mp3 sandte digitale Radiodaten über die vertikale Austastlücke des Fernsehsenders NBC Europe, in der normalerweise der Videotext übertragen wird. Die Rechte an der Übertragungstechnik mit der Austastlücke liegen bei der Hypermedia GmbH, München. Neben der im MP3-Format komprimierten Musik wurden zeitgleich Informationen und Mini-Covers gesendet. Die MP3-Dateien konnten mit Hilfe der Software auf dem PC des Nutzers gespeichert werden. Mit einer handelsüblichen TV-Tunerkarte und der r@dio.mp3-Empfangssoftware, die von der RapidSolution Software AG, Karlsruhe entwickelt wurde, konnte das Programm von rund 90 Prozent der Kabelhaushalte und zusätzlich digital über Eutelsat Hotbird empfangen werden.
Die Sendeanlagen standen in Düsseldorf im Medienhafen bei NBC-Europe. Die Software filterte den in der Austastlücke übertragenen Datenstrom aus und spielte mittels eines integrierten Players die mit 128 kBit/Sekunde kodierten MP3-Sounds in Echtzeit.
r@dio.mp3 war ein eingetragener und lizenzierter Hörfunksender. Samstags konnten z. B. alle Titel der Sendung „TOP 50“ aufgenommen werden. Jeden Tag wurde außerdem eine aktuelle CD in kompletter Länge gespielt. Daneben gab es Sendungen wie „80ies“, „90ies“, „Rock-It“, „HipHop“, „Clubbing“, „Chillout“ und anderes. r@dio.mp3 hatte über 600.000 registrierte Benutzer.
Am 31. Mai 2001 musste die MusicPl@y GmbH  beim Amtsgericht München die Eröffnung des Insolvenzverfahrens beantragen. Das wirtschaftliche Fortbestehen konnte nicht gesichert werden, da sich r@dio.mp3 ausschließlich durch Werbung finanzierte. Diverse Rettungsversuche schlugen fehl, so dass r@dio.mp3 am 12. September 2001 liquidiert wurde. Übrig geblieben ist eine Erinnerungsseite an r@dio.mp3.

## Megaradio.mp3
Fast elf Monate nach der Liquidierung von r@dio.mp3 nutzte ab 18. April 2002 mit Megaradio ein neuer Sender diese Technik. Die verwendete Software wurde wiederum von der RapidSolution Software AG, Karlsruhe entwickelt und gesendet wurde wieder über die Austastlücke des Fernsehsenders NBC Europe. Allerdings konnte man anfangs nur das Live-Programm hören, das auch über Mittelwelle oder WebStream zu empfangen war. Knapp zwei Monate später entschied sich Megaradio dazu, über die Austastlücke ein anderes Programm als den Livestream zu senden, und so wurden von nun an auch Titelinformationen mitgesendet. Das andere Programm wurde Megaradio.mp3 genannt. Ab dem 16. September 2002 startete Megaradio.mp3 den Premium-Service. Hierzu sendete Megaradio in seinem verschlüsselten Programm bis zu fünf aktuelle Alben pro Tag verschlüsselt, das man für anfangs 5 Euro pro Monat erwerben konnte. Die restliche Sendezeit war unverschlüsselt.
Am 17. März 2003 stellte Megaradio beim Amtsgericht München einen Insolvenzantrag, der Sendebetrieb lief zunächst weiter, wurde am 4. April 2003 aber eingestellt. Zu Megaradio gibt es ebenfalls eine Erinnerungsseite.

## RadioeasyMP3
Weitere Bemühungen, einen ähnlich gestalteten Austastlückensender mit dem geplanten Namen „RadioeasyMP3“ zu gründen, scheiterten 2003, da der Hauptinvestor kurzfristig abgesprungen war und kein Ersatz gefunden werden konnte.

## Technik
Die Sendeanlagen standen in Düsseldorf im Medienhafen bei NBC Europe. Das System war aufgeteilt in Sende- und Fileserver. Der Fileserver lief unter Windows 2000 und verwaltete alle MP3-Dateien, die Cover und die Sendelisten. Er war per Netzwerk verbunden mit dem Sendeserver, der dann die MP3-Dateien an die Benutzer weiter schickte. Im Sendeserver war eine spezielle Karte eingebaut, der „Inserter“. Für diese Karte gab es nur Treiber für Windows 98, also lief der Sender unter diesem Betriebssystem. Von dieser Inserterkarte ging es dann per Koaxialkabel auf die Sendebrücke, welche den VBI-Stream in die Austastlücke von NBC-Europe einfügte. Da Windows 98 bekanntlich nicht als Server geeignet ist, konnte es schon mal zu Abstürzen kommen, und wenn das der Fall war, kam keine Musik aus dem Radio. Beide Server waren normalerweise mit einer Watchdogkarte ausgestattet, die den Server automatisch rebootete, falls ein bestimmtes Programm nicht mehr lief.